# Cyrille Thièry
Cyrille Thièry, né le 27 septembre 1990 à Lausanne, est un coureur cycliste suisse.
Il participe à des compétitions sur route et sur piste.

## Biographie
Cyrille Thièry naît le 27 septembre 1990 à Lausanne, dans le canton de Vaud.
Il a une formation d'employé de commerce.

## Parcours sportif
Bon coureur junior, Cyrille Thièry termine en 2008 quatrième des Trois Jours d'Axel et du Tour du Pays de Vaud puis remporte le Grand Prix Rüebliland. Par la suite, il obtient ses meilleurs résultats sur la piste, devenant notamment en 2011 champion d’Europe U23 de l’américaine avec Silvan Dillier. 
Le 30 juin 2016, Cyrille Thièry est officiellement sélectionné par Swiss Olympic pour participer aux Jeux olympiques de Rio. Il est sélectionné en remplacement de Stefan Küng, victime d'une lourde chute lors du championnat de Suisse du contre-la-montre. À Rio, il participe à la poursuite par équipes. L'équipe suisse se classe septième.  
En mai 2018, il remporte la première étape de la Rás Tailteann et s'empare du maillot jaune. Il perd le maillot jaune le dernier jour pour un écart d'une seconde. Plusieurs coureurs accusent l'équipe Delta Cycling Rotterdam de s'être comportée de manière antisportive pour reprendre la tunique à Thièry. En août, il fait partie de l'équipe suisse qui décroche la médaille d'argent en poursuite par équipe lors des championnats d'Europe de Glasgow.  
En aout 2019, il termine dixième du Grand Prix de la ville de Zottegem.
En juin 2021, il termine quatrième de la course en ligne des championnats suisses. Au mois d'août, il prend part pour la seconde fois de sa carrière aux Jeux Olympiques. Sur le vélodrome d'Izu qui sert de support aux épreuves de cyclisme sur piste des Jeux olympiques de Tokyo, il participe à la poursuite par équipe. Durant le tournoi, l'équipe suisse établit un nouveau record national mais doit finalement se contenter de la huitième place, tout de même synonyme de diplôme olympique. Dans la foulée, Thièry annonce sur les réseaux sociaux, qu'il mettra un terme à sa carrière en fin de saison. 
En fin de saison, Thièry est victime d'une embolie pulmonaire consécutive à une thrombose contractée lors du voyage de retour de Tokyo et doit être hospitalisé. Il met alors un terme définitif à sa carrière.

## Palmarès sur piste

### Jeux olympiques
- Rio 2016
  - 7e de la poursuite par équipes
- Tokyo 2020
  - 8e de la poursuite par équipes

### Championnats du monde
- Copenhague 2010
  - 15e de la poursuite par équipes
- Melbourne 2012
  - 11e de la poursuite par équipes
  - 12e de l'américaine
- Saint-Quentin-en-Yvelines 2015
  - 18e du scratch
- Hong Kong 2017
  - 6e de la poursuite par équipes[16]
- Apeldoorn 2018
  - 6e de la poursuite par équipes[17]
  - 16e de la course aux points[18]
- Pruszków 2019
  - 6e de la poursuite par équipe[19]
  - 14e de la course aux points
- Berlin 2020
  - 6e de la poursuite par équipe
  - 10e de la course aux points

### Championnats du monde juniors
- Le Cap 2008
  - 6e de la poursuite par équipes juniors
  - 16e de la course aux points juniors

### Coupe du monde
- 2011-2012
  - 3e de l'américaine à Cali
- 2012-2013
  - 3e de la poursuite par équipes à Cali
- 2013-2014
  - 2e de la poursuite par équipes à Guadalajara
- 2018-2019
  - 3e de la poursuite par équipes à Cambridge
- 2019-2020
  - 3e de la poursuite par équipes à Hong Kong

### Championnats d'Europe
| Édition / Épreuve     | Poursuite par équipes | Américaine               |
| Anadia 2011 (espoirs) | Bronze                | Or (avec Silvan Dillier) |
| Anadia 2012 (espoirs) | Argent                |                          |
| Apeldoorn 2011        |                       | Argent                   |
| Glasgow 2018          | Argent                |                          |

### Championnats de Suisse
| - 2008 - 2e de la poursuite par équipes - 2009 - 2e de la poursuite par équipes - 3e de la course aux points - 2010 - 3e de la vitesse par équipes - 2011 - Champion de Suisse de poursuite par équipes - 3e de l'américaine - 3e de la course aux points - 3e du scratch - 2012 - Champion de Suisse de l'américaine (avec Théry Schir) - 2e de la vitesse par équipes - 3e du scratch - 3e de la poursuite par équipes - 2013 - 2e de l'américaine - 2014 - Champion de Suisse de poursuite par équipes - 2e de l'américaine - 3e de la course aux points | - 2015 - 2e de l'omnium - 2016 - 2e de la poursuite - 3e de la course aux points - 3e de l'américaine - 2017 - Champion de Suisse de poursuite individuelle - 2e de l'américaine - 3e de la course aux points - 2018 - 3e de l'omnium - 2019 - Champion de Suisse de poursuite individuelle - 3e de l'américaine - 2020 - 2e de la poursuite - 2021 - 3e de l'américaine |

### Autres compétitions
- Quatre Jours de Nouméa : 2010 (avec Anthony Dubain)

## Palmarès sur route
| - 2008 - Grand Prix Rüebliland : - Classement général - 1re et 4e étapes - 2e du Trofeo Emilio Paganessi - 3e du championnat de Suisse du contre-la-montre juniors - 2009 - 3e du GP Mobiliar - 2013 - 3e du Tour de la Nouvelle-Calédonie - 2014 - Prix du Jura Nord - Le Locle-Sommartel - 2015 - 2e du Prix du Saugeais - 3e du championnat de Suisse contre-la-montre élites sans contrat - 3e du Prix du Jura Nord - 2016 - Milan-Tortone - Grand Prix de Lucerne - Silenen-Amsteg-Bristen - GP Crevoisier-Tour de la Courtine - Tour de Suisse Cup - 2e du championnat de Suisse contre-la-montre élites sans contrat - 2e de Coire-Arosa - 3e du Trofeo Gavardo Tecmor | - 2017 - Champion de Suisse du contre-la-montre élites sans contrat - Grand Prix des Carreleurs - Milan-Tortone - Le Locle-Sommartel - Prix des Trois Rivières - 3e du Tour International de Rhodes - 3e de Martigny-Mauvoisin - 2018 - 1re étape de la Rás Tailteann - 2e de la Rás Tailteann - 2e du championnat de Suisse du contre-la-montre élites sans contrat - 3e de Le Locle-Sommartel |

### Classements mondiaux
| Année           | 2016   | 2017 |
| --------------- | ------ | ---- |
| UCI Asia Tour   | 305e   |      |
| UCI Europe Tour | 1 316e | 832e |